# 三浦政治
三浦 政治（みうら まさじ、1880年〈明治13年〉5月25日 - 1962年〈昭和37年〉6月10日）は、日本の教育者。北海道先住民族であるアイヌへの差別が依然として残っていた大正期の北海道釧路郡において、アイヌの児童たちの教育に心血を注いだ。アイヌに携わった期間はわずか3年だが、その3年の間に、学校の生徒のみならずアイヌの人々の人権問題にも精力を注ぎ、アイヌの立場に立って人々が平等に生きることを望み、多くの迫害に遭いながらも、人々の生活向上のために精力的に活動を行った。大正中期のアイヌへの差別に対して、最も抵抗した和人（アイヌ以外の日本人）の教育者の1人とされる。

## 経歴

### 誕生 - 教育の道へ
1880年（明治13年）5月、宮城県遠田郡北浦村の農家で誕生した。小学校を卒業後、家業を手伝いつつも、将来は学問で身を立てたいと考えて、塾に通って勉強を続けた。やがて塾でウィリアム・スミス・クラークの存在を知り、クラークの言葉「Boys, be ambitious」に感動したことから、「クラーク博士が教壇に立った札幌農学校（北海道大学の前身）で学びたい」と願うようになった。
1896年（明治29年）9月、小学校の代用教員となった。ここで、学校の近所の寺の住職と親しくなり、その住職の息子が北海道倶知安の寺で住職をしていることから、寺の手引きで北海道に渡る機会を得た。
1898年（明治31年）8月、三浦は北海道倶知安に渡った。しかし札幌農学校の受験には、中学卒業の資格が必要と判明して、その資格のない三浦は、受験を断念せざるを得なかった。

### キリスト教との出会い
三浦は倶知安の住職の紹介で教職を得て、倶知安の尋常小学校に務めた。この赴任中に聖書の売人が学校を訪れ、三浦は好奇心から新約聖書を購入し、これがキリスト教との最初の出会いとなった。
1905年（明治38年）に結婚。1907年（明治41年）に、石狩高岡小学校の校長となった。同校の生徒に、北海道で伝道していた無教会主義キリスト教徒の浅見仙作の子供たちがいたことから、三浦は浅見と深い交流を持ち、キリスト教に本格的に惹かれ始めた。また当時、内村鑑三が伝道で札幌を訪れており、浅見の紹介により、札幌で行われた内村の聖書研究会に参加した。三浦は、札幌農学校でクラークに直接教えを受けた内村に大きな影響を受け、彼の生き方が決定したといえた。
1913年（大正2年）、利尻島の沓形村美也古呂小学校に転任した。この利尻での生活においては、キリスト教の研究に熱心に取り組み、キリスト教関連の集まりも頻繁に開催した。三浦の長女は内村鑑三と深い交流を持ち、長女の結婚式では内村が東京から出向いて司式をした。内村との書簡のやりとりや、利尻を訪れた宮部金吾や広井勇らも、三浦に強い影響を与えた。特に宮部は三浦にとって、内村と並んで最も敬愛する人物の1人となった。この宮部からの影響が契機となり、古呂小の校長を務めていた当時の1917年（大正6年）7月、三浦はキリスト教に入信し、札幌独立キリスト教会に入会した。

### アイヌ教育への決意
三浦はキリスト教を通じて偉人たちの存在を知り、特にアイヌのための生涯を捧げたイギリスの宣教師ジョン・バチェラーに大きな感銘を受けた。また、利尻を視察に来た北海道庁の役人から、アイヌの子供たちの生活や教育の実情を知った。当時、日本ではアイヌは「土人」と呼ばれて、蔑まれていた。三浦はバチェラーのように、アイヌの子供たちに教育を普及させることを決心し、差別のない平和な社会を築くことこそを、自分の使命と信じた。アイヌへの迫害を防ぐことを自らの使命と悟った三浦の決意は、「暗黒を光明に導くことこそ、私のこの世に遣わされた使命と知るようになった」と書き残されている。

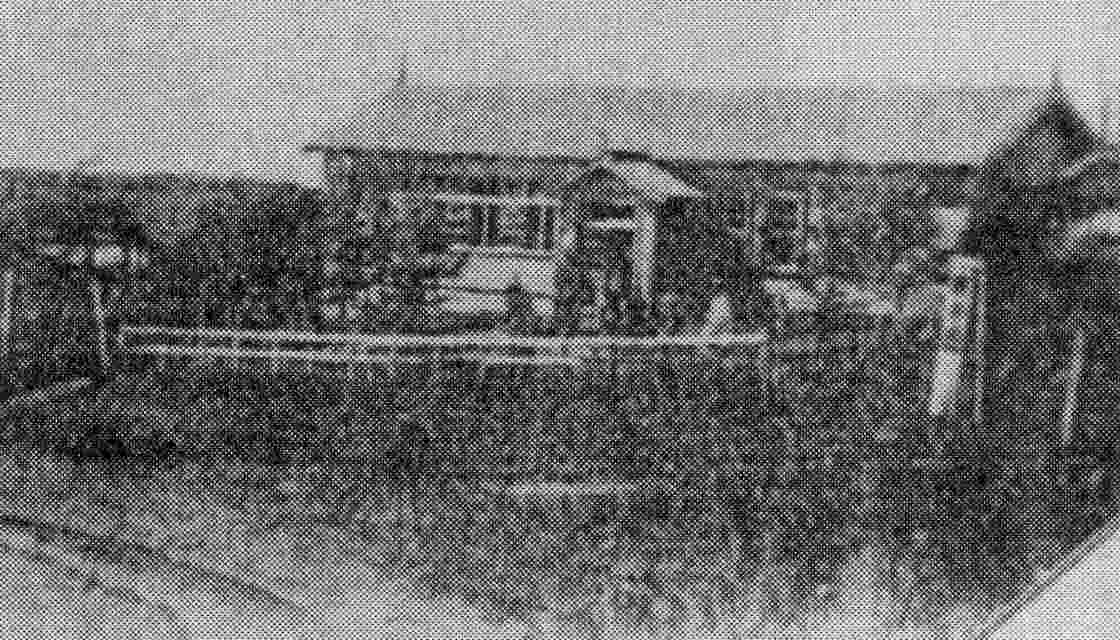
釧路春採尋常小学校

三浦はアイヌの住む樺太への赴任を希望していたが、意に反し、釧路への転勤の命令が下った。三浦は学校長らに訴え、アイヌのコタン（集落）のために設立された学校として、1923年（大正12年）、釧路市春採の春採尋常小学校に転任となった。三浦はこのとき「これからは最後の仕事としてアイヌ民族と共に一生を終わろう」「もう再び普通の小学校へは戻らぬぞ」と、生涯アイヌの教育に尽くす心情であり、電文に「聖旨と信じてアイヌ教化の為に一身を捧げん」と書いた。
同1923年5月、三浦は妻子と共に釧路に到着し、春採尋常小学校（以下「春採小」と略）に赴任した。春採小は、三浦と同郷であるアイヌ教育者の永久保秀二郎が教員として勤めた学校であり、三浦の赴任当時は永久保は隠居して学校近隣に住んでおり、三浦は永久保から数々の世話を受けた。

### 釧路でのアイヌ教育
春採小は俗に「土人学校」とも呼ばれ、当時のアイヌのコタンのために設立されていた全道12の学校の内の1つであり、生徒数28人、教員は三浦ただ1人であった。アイヌの学校は1901年（明治34年）に北海道旧土人保護法のもとに設立され、当初「和人児童より1年遅らせて7歳から修学」「教育年数は和人の6年に対して4年」「教育科目を減らし、家庭の業務を手伝うべし」などの差別規制があった。世論の抗議により1913年（大正11年）に規制が廃止されたものの、アイヌへの差別は依然として存在しており一切を保護者が負担していた。

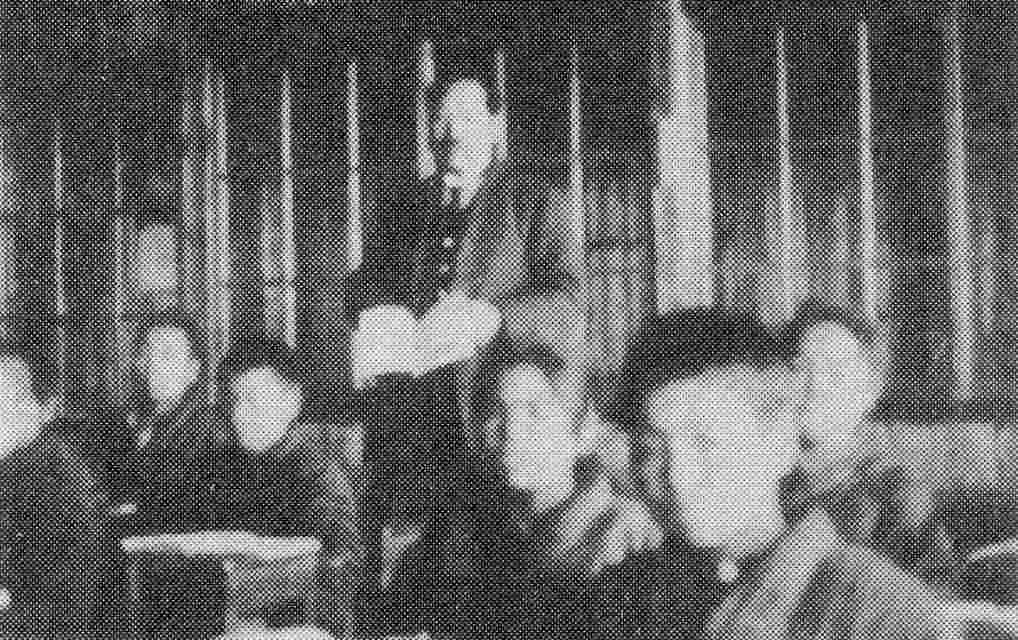
春採小での授業風景

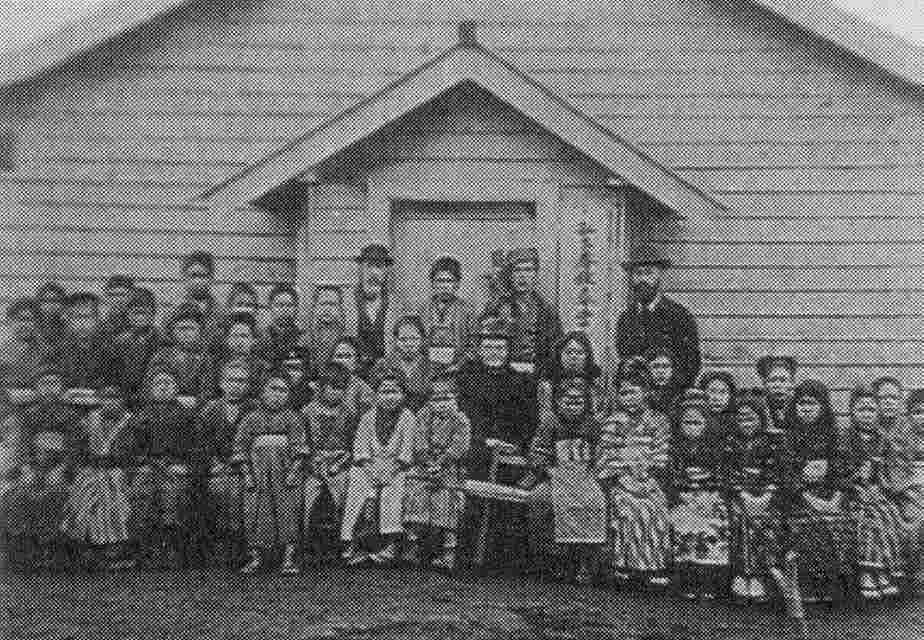
春採小を背に、三浦政治と生徒たち

三浦は赴任早々、生徒の欠席が非常に多いことに驚いた。1時間から2時間の遅刻も日常茶飯事だった。これには当時、アイヌの子供たちが生活のため、どうしても家庭の手伝いが必要という事情があり、その理由を理解した三浦は、子供たちの遅刻や欠席を決して、責めることはなかった。そして校長室の事務机を教室に運び込み、登校の困難な生徒たちのために、会話の時間をできるだけ作るよう心掛けた。生徒たちはすぐに、三浦と打ち解けた。三浦は、生徒たちが勉強を嫌っているわけではないと考えて、親たちに対し、できるだけ登校するよう呼びかけた。子守をしなければならない生徒には、その子供をおぶってでも登校させるよう勧めた。
あるときには、頻繁に朝食抜きで登校する生徒の1人が、空腹に耐えかねて昼どきに帰宅し、ほとんどの級友が弁当無しであったことから、何人か分のジャガイモを蒸して学校へ持参した。三浦がそれを見つけて事情を尋ね、一同の食事の事情を知るや、一旦帰宅して、生徒全員分のジャガイモを持参してきて、皆で食べた。
家庭の手伝いの優先のために勉強ができない生徒、悪さをしたり迷惑をかけたりする生徒たちを決して叱ることはなく、優しく指導した。一方で、和人の学校の生徒たちが遠足で春採を訪れ、春採小の生徒たちを「アイヌ、アイヌ」と馬鹿にしたところ、三浦は春採の生徒たちを整列させて、和人の学校の方の教員を睨みつけ、「我ら忠良なる日本臣民なるぞ、アイヌを馬鹿にするとは何事ぞ」と怒鳴りつけた。生徒の1人はこのことを後年「あんなに怒った先生を初めて見ました」と語った。
春採小は他のアイヌの学校と同様、設備や教材が乏しく、到底学校として機能している状態とは言い難かった。習字のための筆や墨もないので、三浦が私費でそれらを購入して、生徒たちに与えた。三浦はこうして、差別を強いられたアイヌの立場に立ち、アイヌたちが和人の中で、和人と平等に生活できるよう尽力した。そのためには、役所や社会との衝突も辞さなかった。1924年（大正13年）1月の三浦の日記には、アイヌへの迫害に対する大変な怒りが窺える。

### 土人保導委員
1923年（大正12年）12月、三浦は釧路市により、土人保導委員（アイヌ保導委員）に任命された。これは、アイヌの家庭を訪問し、生活状態の真相を把握し、保護救済の必要な家庭には相応の措置をするという役割である。三浦は、アイヌを現状まで追い込んだ原因を取り除くべく、その任務を引き受けた。
翌1924年（大正13年）より、三浦は教職の傍らで、保導委員としての活動を始めた。約半年間の活動で、粗末な家、食料、衣類など、和人と非常に異なる生活の実態が判明した。アイヌに農耕地として与えられた土地も到底、農耕に役立つとはいえない代物であり、作物の不出来に失望して、コタンを去る者も非常に多かった。このアイヌの実情には、三浦自身が涙するほどであった。
1924年正月には「貧なれば 幸いなりと信じても 足らぬは中を かこちけるかな」と短歌を詠んだ。「貧しいのは不幸ではない」「幸福と信じても、ここまで不足では」との嘆きを詠んだ歌である。
同1924年6月、利尻島時代に三浦に大きな影響を与えた1人である宮部金吾が、春採の三浦のもとを訪れた。三浦は、自身の敬愛する人物として宮部を歓迎し、虐げられているアイヌたちの救済について熱く語り、宮部を感動させた。

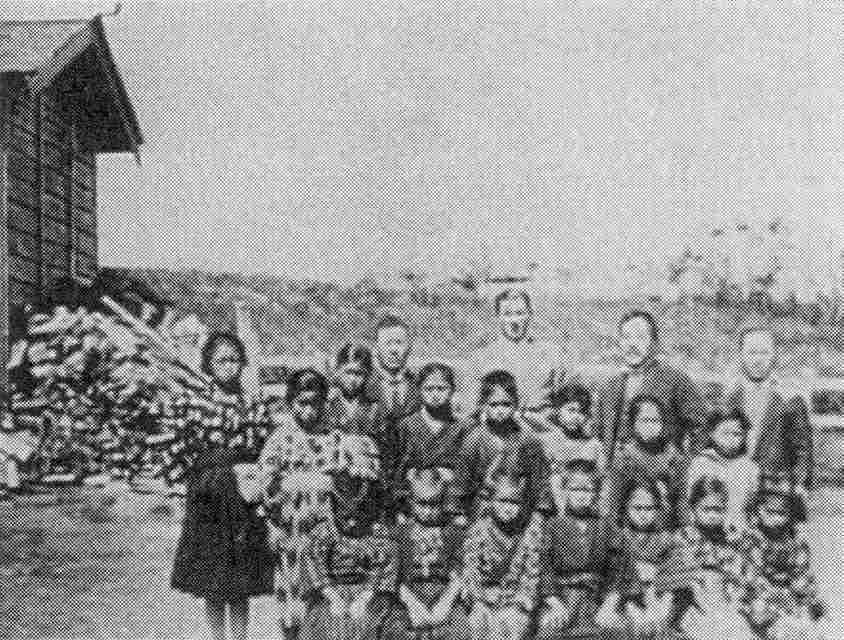
春採小の生徒たち（1924年）

宮部の訪問を機に、他の地域の学校関係者、役人たちが釧路を訪れ始めた。三浦は彼らを学校へ案内したものの、興味本位でアイヌ民族を見物したいと、子供たちにカメラを向ける者もいた。三浦が一同を応対したり、一同が児童に質問したり、児童を撮影するたびに授業は中断された。三浦にとってそうした者たちは、招かれざる来客と言えた。
中には、アイヌの児童と話をするとき、臭いものを避けるように鼻をつまむ者や、体毛を調べようとして、服の中をまさぐる者すらもいた。「アイヌを知ろうとする」「アイヌは人」と言いながら、実際にはアイヌを嫌悪する彼らに対し、三浦はこの当時の怒りと悲しみを、後の1926年（大正15年）8月25日の日記に以下の通り綴った。
三浦が土人保導委員として丹念に製作した報告書は、役人を脅かすほどの迫力に満ちたものであった。しかし、その報告書も、役場に受け入れられなかった。保護に指定されたのはわずか9戸であり、残りは不合格の印が押された。三浦は、保導委員として役割が無意味だったことを痛感して、1924年7月に、その任務を辞職した。役所からは辞職を思い留まるよう言われたが、三浦はその慰留を叩き返した。

### 保導委員辞職後の活動
三浦は土人保導委員を辞職した後も、独自に活動を開始した。土地問題の解決に奔走、病人には医師の斡旋、代替地の請求のための手続き、戸籍の作成など、アイヌたちのために親身になって取り組んだ。教員としては、登校できない生徒のために、夜間授業を行った。1924年（大正13年）9月の日記にも「夜は一生懸命にアイヌの児童を教へたのである」とある。昼夜を問わない努力の甲斐あって、生徒たちの成績は次第に向上し始めた。
しかし学校では依然、窮状が続いていた。三浦は連日、支庁に出向いてその窮状を訴えたが、そうした三浦の態度は次第に、役人たちから敬遠され始めた。
三浦は意を決して、1924年3月、学校の環境改善のために、釧路支庁宛に上申書を提出した。校庭は凹凸が多くてその役割を果たさないこと、排水溝が無いために雨水が流れ込んで非常に不衛生なこと、門すら無いこと、コタン以外のほとんどの全戸に電灯が普及している当時にあって、学校には電話も電灯も無いことなど、学校設備の不十分を訴える内容で、54ページにもおよぶ膨大な量のものであった。
この上申書による訴えも、支庁側には受け入れられなかった。そしてアイヌの生活や教育の環境の改善を釧路支庁へ訴え続けたことで、三浦はアイヌたちの信奉を集める一方で、支庁との関係はさらに悪化を始めた。

### 貧窮
三浦は上申書が受け入れられなかったことに悲嘆しながらも、内村鑑三の教えを心の支えとして、学校設備購入のために私費を投じた。1924年（大正13年）10月の日記には「（前略）支庁へ行った。何時ものように視学は鼻でのあいさつ（中略）会計の方では、何でもはねつけるのであった。（中略）店に行って、ストーブを注文したり、又煙筒其他を注文して帰った」とある。こうして費やした額は、三浦の年収の3分の1ともいわれる。学校に費やす費用がすべて三浦の負担となったことに加えて、この1924年12月には、本来あるはずの賞与の連絡もなかった。
アイヌ教育に私費を費やす三浦は、次第に貧窮に追い込まれた。1924年末の日記には、四女が日曜学校へ行った際に、「アイヌだとて笑われたということである。貧困のために碌な支度も出来ぬ故であらう」とある。他にも「お祝儀も出来ぬ」「餞別も、病気見舞も出来ぬのである」「食った店払いも如何かと思ふのである」とあり、翌1925年（大正14年）正月の日記には「恒例の餅をやめた」「家の婦は、それらしきものをつくって子供等に食はした」など、衣食すべてにおいて貧窮極まった様子が述べられている。そうした窮状にもかかわらず三浦は、キリスト教の信仰のもと、「迫害もまた感謝である」「感謝の心無くしては、神の愛は望み得ない」と日記に述べた。

### 報道 - 世論の支持、迫害
三浦の窮状は新聞で取り上げられることとなり、釧路新聞1925年（大正14年）2月14日号で「虐待されたる土人教育家、春採小学校々長の窮状、賞与も立替金も呉れぬ」と題して、三浦が大家族にもかかわらず、賞与が支給されず、学校のために私費を投じているために貧窮に追い込まれていることが、大々的に報じられた。その記事の大きさに、むしろ三浦本人の方が驚くほどであった。しかし記事内容の一部に誤りがあったため、三浦は釧路新聞編集長宛の手紙で、その訂正を求めると共に、自身のアイヌ教育に対する信念を吐露した。これもまた新聞でに取り上げられ、同1925年2月17日号で「『土人』教育に殉ずる使徒の意気 本紙の記事を肯定し 三浦校長所信を述ぶ」と、5段抜きで掲載された。この報道は、様々な反響を呼んだ。釧路支庁はこの新聞報道に対して、数度にわたって三浦を呼び出して詰問したが、三浦は動じることはなかった。
同1925年2月18日、釧路新聞の「天声人語」において、三浦の熱意、アイヌ教育への貢献、アイヌの虐待の理不尽さ、釧路支庁の三浦への対応の不親切さが訴えられた。この記事を読んだ釧路市民たちからは金銭的な援助、励ましの言葉が相次ぎ、アイヌからは感謝の言葉が贈られた。
さらにアイヌの1人を名乗る人物から、「あまりの真率さに大いなる敬意を表し」で始まる部厚い手紙には、三浦への共感が鋭く述べられており、三浦は「アイヌだけには理解してもらえた」と、涙ながらに手紙を読んだ。
1925年末、支庁は三浦を呼び出し、60円を取り出して「来年の年末賞与までこれを貸す、年末賞与と思え」と言い放った。これはアイヌ保護の活動をしている三浦に対して「給料を払うのも惜しいから、借りたという気持ちでありがたくこれを受け取れ」との意味であった。三浦はその金を叩き返したい思いであったが、家族の生活や学校設備の費用のことを考えて、泣く泣く受け取った。
三浦の活動は依然として、支庁に行けば厄介者扱いされ、役所からは横暴と見られているようだった。しかし三浦は、差別のまかり通る世間を「この世は不純であれば受け入れられる」「腐りきっている」とし、「嫌われても神に褒められるような仕事をしていこう」「アイヌの子供たちがどんなにすばらしいか、事実で示そう」との決意だった。

### 春採を追われる

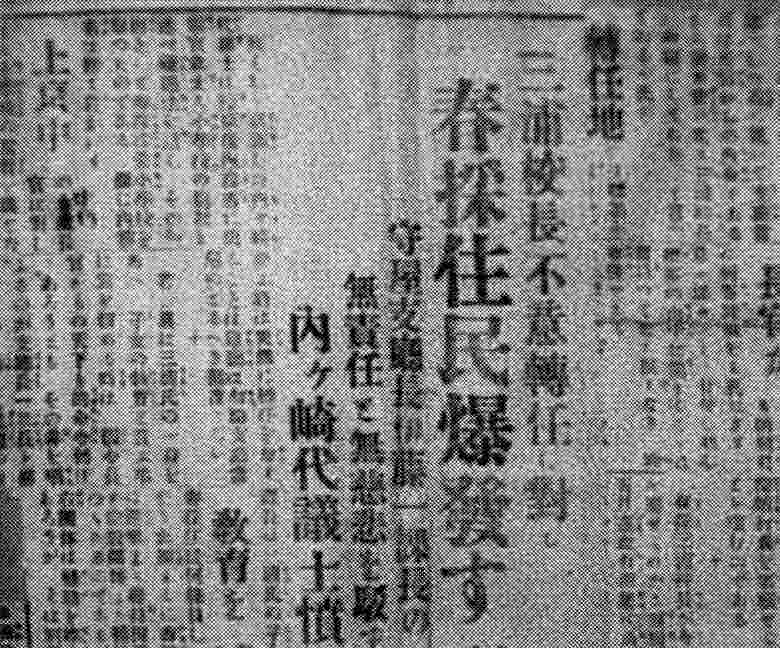
春採の住民たちからの抗議を報じる釧路日日新聞の記事（1926年9月5日付）

1926年（大正15年）8月、三浦は突如として、厚岸郡太田村（後の厚岸町）の和人児童の学校への転任を命ぜられた。三浦は支庁に駆けつけて理由を問うと、「給料を催促したのが悪い」との理由であった。実際に三浦の月給は、毎月21日に支払われるはずが、翌月中旬になっても支払いがなかった。三浦は支庁や視学に、不当な転任命令であることを詰ったが、聞き入れられることはなかった。春採の人々もこれには憤慨して、留任運動を起こし、新聞にも投書し、釧路日日新聞の同1926年9月5日号で「三浦校長の不意転任に対し、春採住民爆発す」と報じられたが、役所を動かすには至らなかった。
転任先は新設校であり、三浦は6人の子供がいたことから、子供たちを連れて転任することは困難に思われた。そこへ春採のアイヌの人々が「自分たちが子供の面倒をみる」と申し出た。三浦は子供たちをアイヌに預け、夫妻と幼い子供のみで、惜しまれつつ春採を去った。このときの三浦の複雑な想いは「アイヌ村を 追い出（い）だされて 十字架を 負いて荒野に ひとりたたずむ」と短歌に詠まれている。また当時の新聞紙上で、その無念さを「アイヌ族を虐げりシャモ全部の身代りとして小生も彼等によって死すこと聊か本懐の至りに御座ろう」と語っており（「シャモ」とは和人のこと）、贖罪の信仰と強い決心をもってアイヌの教育にあたっていた心情が読み取れる。
太田村では教職の傍らで、夫婦喧嘩の仲裁や、部落民の争いの仲裁などで頼りにされた。一方では1926年冬に、春採を追われてからの苦闘の模様を「曠野に追われて」と題した書に書き上げて、自分を春採に戻すよう運動を続けたが、道庁からの拒否に遭い、その願いが叶うことはなかった。

### 釧路を去る - 晩年
1927年（昭和2年）末には、「家族が一緒に生活できるように」との友人の取り計らいにより、函館の新設校である大森小学校への転任が決定し、別離した家族たちが函館で一緒に暮らすことが可能となった。翌1928年（昭和3年）、三浦は釧路を去った。転居の作業にはアイヌのコタンの人々の協力があり、釧路を発つ日、コタンの代表者は涙を流して三浦を見送った。
三浦はその後もアイヌ教育を望み、日高のアイヌ学校の勤務を希望したが、これも認められることはなかった。1932年（昭和7年）には恵まれない子供たちのために、夜学校である高砂小学校に転任した。教職の傍らで、聖書普及販売や、函館の貧民窟にも頻繁に訪れるなど、その後も生涯にわたって人間の平等を訴え、貧しい人々のために尽くした。教会関係者とも交友を持ち、当時の函館教会の牧師であった熊野義孝の聖書講義にも出席した。1962年（昭和37年）6月10日に、死去した。
なお春採尋常小学校は、三浦が釧路を去って間もない、1931年（昭和6年）に廃校した。生徒たちの大半は別の小学校へ収容され、和人の生徒たちと混合教育を受けることなり、そこでまた新たな差別に遭うことになった。

## 没後
1970年代に、釧路でアイヌ連帯運動が広がり、釧路や厚岸の歴史教育者協議会の教育者やアイヌの人々の協力により、アイヌ民衆史講座が開催され、ここで三浦の功績が取り上げられた。1976年（昭和51年）8月19日にはNHK釧路放送局で、三浦の遺した記録をもとにした番組『春採尋常小学校 - コタンでの一教師の記録』が放映された。翌1977年（昭和52年）1月20日には、ウタリ協会釧路支部により、春採の三浦の教え子たちの声が収録され、NHKラジオ第一放送で全国に向けて放送された。
さらに、アイヌ文化伝承者の山本多助の「先住民族であるアイヌの開拓の功労を評価するべき」との発言を発端として、アイヌと和人の協力のもと、三浦の顕彰碑建立のための運動が開始された。そしてウタリ協会釧路支部の総会において、永久保秀二郎の顕彰碑と並んで、春採小跡地に三浦の顕彰碑を建立することが決議された。
歴史教育者協議会とウタリ協会により実行委員会が組織され、さらに個人も加わり、釧路の繁華街で、署名や募金活動が行われた。街頭では、三浦の教え子やアイヌの人々が多数、アイヌの正装をして顕彰碑建立を訴えており、これは釧路の歴史が始まって以来のことであった。山本多助の甥、アイヌ文様刺繍家のチカップ美恵子の兄である元北海道ウタリ協会の釧路支部長の伊賀久幸も、建立のために尽力した。
1977年（昭和52年）11月23日、春採小跡地の釧路市春採生活館に「三浦政治顕彰碑」が建立された。教え子や関係者たち80人が囲む中、アイヌと和人の連帯を象徴する意味で、200羽のハトが空に放たれた。
内村鑑三は、三浦宛てに5通の手紙を送っており、2021年（令和3年）5月には、これらの手紙が春採生活館に保存されていることが確認された。この中には、内村の友人が寄付を申し出たことを記した手紙もある。アイヌ民族の教育環境向上を目指す三浦にとっては、大いに励みになったと推測されている。

## 評価
三浦の春採でのアイヌ保護活動はわずか3年間だが、三浦はアイヌとの間に強い信頼関係を築き、その存在はアイヌの心に強く焼きついた。春採を去るときに、アイヌの人々が三浦の子供の面倒を預かって面倒をみたことからも、三浦とアイヌたちの間には強い絆ができていたことがうかがえる。没後の1975年（昭和50年）に釧路アイヌ文化懇話会会長の松本成美が、三浦の調査のため、三浦の教え子であるアイヌの人々を集まりをもったところ、人々は急な依頼に驚いたものの、三浦のためと聞くや、躊躇なく協力した。
三浦自身は釧路を去る際に、自分を応援してくれた釧路日日新聞の社長宛ての手紙で、「アイヌのために何かしたいと思ったが、満足なこともできなかった」と述べ、自分のアイヌ教育が失敗であった旨を述べていた。日本基督教団旭川豊岡教会の牧師である福島恒雄は、三浦の言葉通り、見るべき成果は上げられなかったことを認めつつも、三浦の教えを守って生きるアイヌがいることから、「教育に失敗したという結論は早すぎる」としている。
春採での碑の建設もまた福島は、三浦を媒介として釧路のアイヌと和人の理解と連帯との道が築かれた点において、三浦の教育が失敗とは言い切れないことの裏付けの一つとしている。碑文には「三浦政治の春採コタンでの活動は、アイヌ民族との連帯を築いていく上で、不滅の光を放つものであります」と刻まれている。